# Tetsunosuke Kushida
Tetsunosuke Kushida (Japans: 櫛田 胅之扶, Kushida Tetsunosuke) (Kioto, 19 november 1935) is een Japans componist en muziekpedagoog.

## Levensloop
Opgegroeid in een heel muzikale familie is hij met het oorspronkelijke instrumentarium en de authentieke Japanse muziek groot geworden. Kushida studeerde aan de Kyoto University of Education in Kioto, wiskunde en bij Tadashi Fukumoto compositie. Nadat hij zijn diploma's had behaald, vervolgde hij zijn studies bij Nagomi Nakaseko en de filmmuziekcomponist Nakaba Takahashi. Als lid van de componistengroep Tsu-ku-ru in Kioto verbeterde hij zich door de uitwisseling met zijn componistencollega's en hij ging spoedig aan de slag met componeren.
Nadat hij de Ongaku-no-Tomo-sha-Corporation-prijs voor compositie 1969 voor zijn werk Stone Garden won, voltooide hij zijn studies voor compositie voor HaFa-orkesten bij Paul Yoder en Ichitaro Tsujii. De eerste dirigent van zijn compositie Asuka, Tsujii had met zekerheid ook belangrijke invloed op Kushida's werken voor harmonieorkest.
Hij was gastprofessor aan het Osaka College of Music en doceerde over Japanese Traditional Music and Wind Music. In maart 1997 doceerde hij eveneens over hetzelfde thema in Hiroshima en Okayama en afsluitend was er regelmatig een concert met het Symphonic Wind Orchestra of Nagoya University of Arts. Tegenwoordig is hij docent aan de faculteit voor literatuur en opleiding aan het Kyoto Women's College en Academy Concert Kyoto.
Kushida stichtte een muziekproject in Kioto: "Gosho-no-Mori", een centrum voor muzikale activiteiten.
Hij schreef meerdere werken met historische Japanse inspiratie, zoals Collage for Band op Folk Songs uit he Tohoku district, Clouds in Collage, Ritual Legend, Snow-Moon-Flower, Sagano, Kagerohi ("Shimmering Air") en The Clouds add colors. Ook meerdere werken voor blazers en blazersensembles, bijzonder het saxofoonensemble, heeft hij geschreven. In 1995 werd hij onderscheiden met de 5th Academy Award, Wind Music Japan.

## Composities

### Werken voor harmonieorkest
- 1968 Stone Garden, ouverture voor harmonieorkest
- 1969/1994 Asuka
- 1973 Sagano-ni-yoseru-Nisho suite
- 1975 Inner Galaxy
- 1979 Ritual Legend (Legends on Fire)
- 1980 Collage for Band on Folk Songs from the Tohoku District voor koto en harmonieorkest
  1. Lento moderato
  2. Allegro assai
- 1980 San-Ka (Hymn) ouverture
- 1981 A Love Song
- 1981 Ritual Fire
- 1982 Hi-Ten (Flying Angel) ouverture
- 1982 The Cloud (The Clouds add Colours) ouverture
- 1983 Reflection
- 1983/1997 The Sky Over The Ikaruga Village, suite voor harmonieorkest
  1. Mahoroba
  2. Yumedono
  3. Satobito no Odori
  4. Ikaruga
- 1983 Figurations voor shakuhachi en harmonieorkest
- 1987 Bugaku
- 1993 Genroku
- 1993/1997 Clouds in Collage
- 1995 Autumn in Heian-Kyo
- 1995 Bugaku II
- 1997 Steps by Starlight - 1st Suite for Band
  1. The Milky Way
  2. The Scorpion
  3. Cygnus - Love Song
- 2002 The Garden of Ryouan-ji Temple
- 2004 Foojin ― Raijin
- 2004 The Tasteful Kiso-River
- 2005 Hinabi-Mai
- 2006 Steps by Starlight
- 2006 Fooga
- 2009 Symphonic Suite "Hideyoshi"
  1. Hideyoshi's Theme
  2. Give Nene's Heart
  3. Into The Vortex of War
  4. The Cherry Blossom at Daigo
  5. The End of The Dream
- A Flying Maiden voor shakuhachi en harmonieorkest
- Kagerohi "Shimmering Air"
- Kaze No Katarai
- La Feria
- Snow-Moon-Flower

### Vocale muziek

#### Werken voor koor
- 2001 Shiki ・Sohmon, voor gemengd koor en fluitensemble

### Kamermuziek
- 2002 Okuni・Jo, voor cello en Wadaiko
- 2003 Dancing Impression, voor dwarsfluit, klarinet, saxofoon en slagwerk
- 2004 Toccata, voor 2 trompetten, hoorn, 2 trombones en tuba

### Werken voor piano
- 2005 Spring

### Werken voor harp(ensemble)
- 2001 Kiji to Usagi, voor cello en harpensemble
- 2002 Memories of Spring, voor harp solo
- Quiet Side Path, voor spreker en harpensemble
- Night in the Glass voor harpensemble
- Ondine's Night voor harpensemble
- Omohi - "Thoughts" voor harpensemble

### Werken voor mandolineorkest
- Utsuriyuku Kisetsu no Kaori ni Tone poem
- Sinfonia, voor koto, Shamisen, Shakuhachi en mandolineorkest

### Werken voor traditionele Japanse/Chinese instrumenten
- 2001 Kujaku no Mai, voor spreker, dwarsfluit, harp, koto en erfu
- 2002 Three Ballades by Taiwanese Song, voor dwarsfluit, harp, koto en erfu
- 2003 Spring ― Cherry Blossom, voor Chinese fluit, erfu, lange cither, Chinese luit, cither
- 2003 Summer ― Mountain Birds are Singing, voor Chinese fluit, erfu, lange cither, Chinese luit, cither
- 2003 Autumn ― Moon, voor Chinese fluit, erfu, lange cither, Chinese luit, cither
- 2003 Winter ― Snow, voor Chinese fluit, erfu, lange cither, Chinese luit, cither
- 2004 Hinabi-Mai, voor ryu, shino, nokan en wadaiko